# Ford Dorchester
Als Ford Dorchester werden Fahrzeugmodelle von Ford bezeichnet, deren Karosserien bereits seit den 1960er Jahren von der britischen Karosseriebau-Firma Coleman Milne zu Stretch-Limousinen verändert wurden. Seit 2009 wird die elfte Modellgeneration produziert, die auf dem aktuellen Modell des Ford Mondeo basiert.
Frühere Generationen basierten auf dem Ford Zodiac, dem Ford Granada, dem Ford Scorpio und dem australischen Ford Fairlane. Die auf der gleichen Basis produzierten Leichenwagen baut Coleman Milne unter dem Namen Ford Cardinal. Der Vertrieb der Fahrzeuge findet in Großbritannien und in Australien über die offiziellen Ford-Vertragshändler statt.

## Technik
Die aktuelle Modellgeneration ist 6,055 Meter lang und wird von einem Reihen-Sechszylinder-Ottomotor mit 4,0 Litern Hubraum angetrieben, der aus dem Ford Fairlane stammt und 195 kW leistet. Der Wagen besitzt ein 6-Gang-Automatikgetriebe, das die Kraft an die Hinterachse überträgt.
Neben ABS mit elektronischer Bremskraftverteilung (EBD) verfügt der Wagen über eine höhenverstellbare Luftfederung an der Hinterachse.